# Биг Деди Кейн
Биг Деди Кейн (на английски: Big Daddy Kane) е американски рап-изпълнител, роден в Бруклин, Ню Йорк на 10 септември 1968 г. Истинското му име е Антонио Хардинг. Работил е с музиканти като Биз Марки, Марли Марл, Теди Райли, Ръди Рей Мур и Бери Уайт. Позирал е за „Плейгърл“ и за книгата на Мадона „Секс“.

## Дискография
- Long Live the Kane (Cold Chillin) (1988)
- It's a Big Daddy Thing (1989
- Taste of Chocolate (1990)
- Prince of Darkness (1991)
- Looks Like a Job For... (1993)
- Daddy's Home (RCA) (1994)
- Veteranz Day (Blackheart) (1998)
- The Man, The Icon (Landspeed) (2002)